# Openbox
Openbox är en fri fönsterhanterare för Linux, licensierad under GNU GPL. Openbox kan användas i en skrivbordsmiljö som GNOME eller KDE eller användas enskilt. Dess inställningar ändras antingen i en konfigurationsfil eller med programmet obconf.
Från och med version 3.0 är inte Openbox längre baserad på kodbasen från Blackbox 0.65.0 utan istället helt omskriven i C, till skillnad från tidigare versioner som liksom Blackbox var skrivna i C++.